# Smalfilm
För Daniel Fridells film, se Dubbel-8 (film).

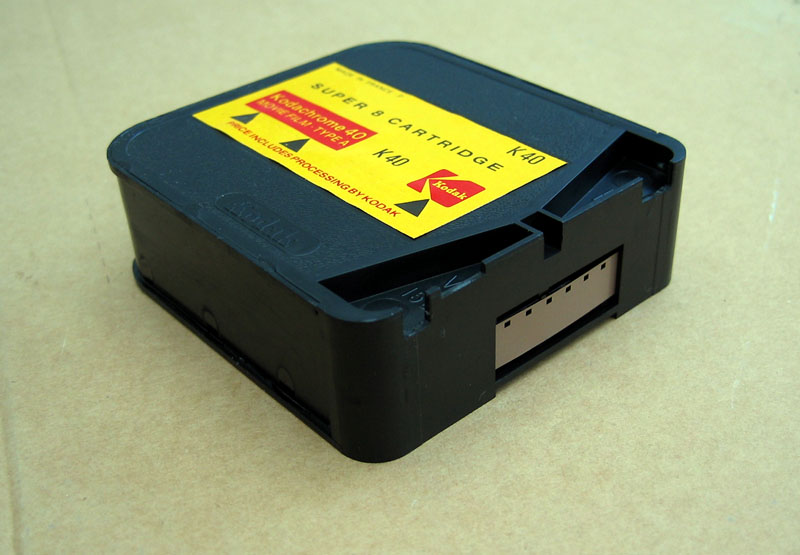
Kodachrome 40 KMA464P Super 8

Smalfilm är ett samlingsnamn för filmformat smalare än 16, alternativt 32 mm.

## Standard 8

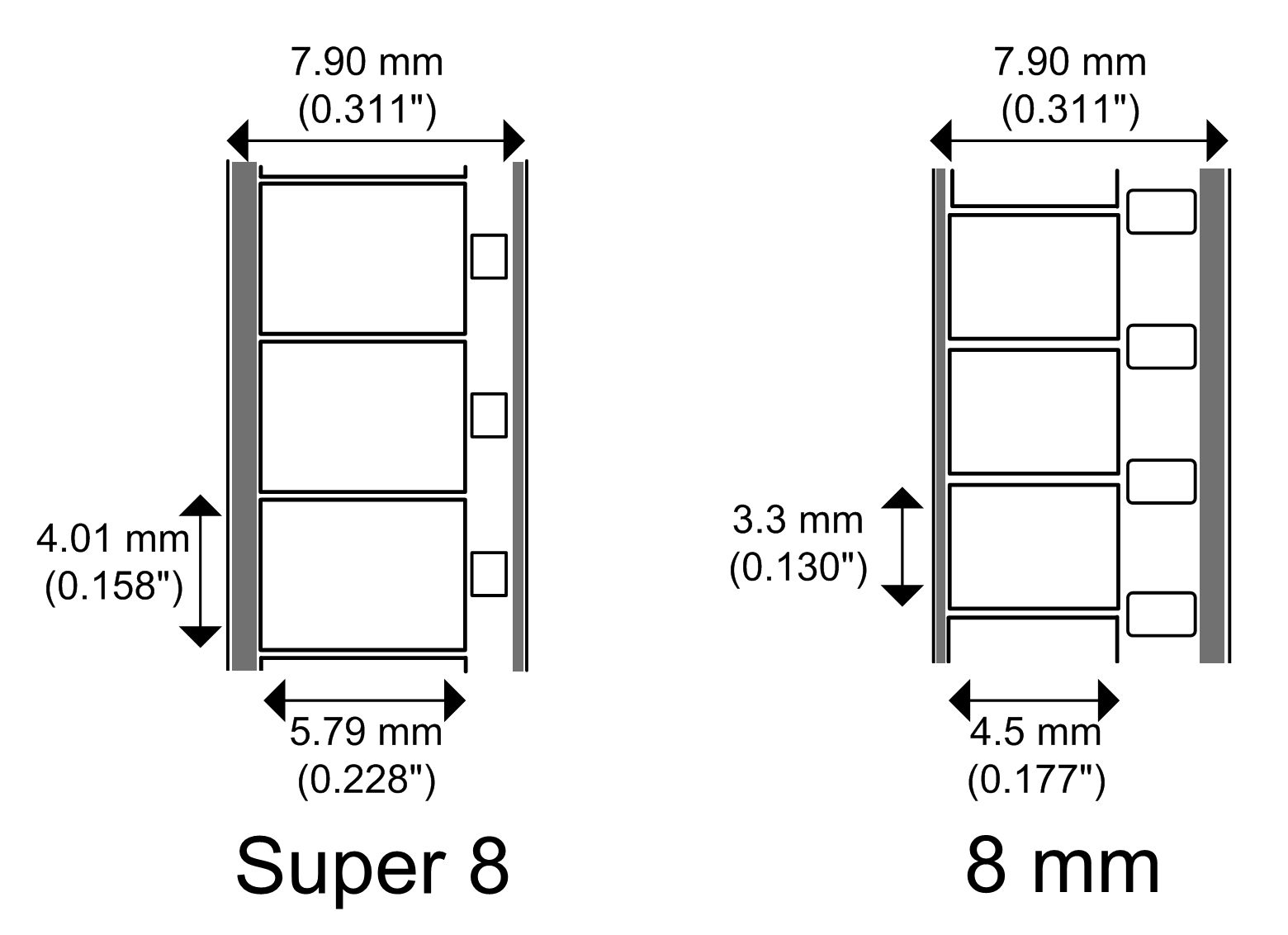
En bild som visar skillnaden på ljud super 8 film och Standard 8 film.

Standard 8, även kallad Dubbel 8, introducerades 1932 av Kodak och var en 16 mm film men med tätare perforeringshål. Man spelade först in på den ena halvan och vände sedan filmen och spelade in på den andra halvan. Sedan klövs filmen längs mitten och skarvades ihop till en 8 mm film. Råfilmen låg även på dagljusrullar, vilket gjorde att laddningen av kameran var lite omständligare än senare format men hade den fördelen att ge en stabilare bild tack vare bättre filmframmatningssystem. 

## Super 8
Super 8, egentligen Super 8 mm, introducerades 1965 av Kodak som en förbättring av det äldre systemet Standard 8. Filmen levererades i en kassett vilket underlättade omladdning av kameran och bildytan utökades genom att perforeringshålen gjordes mindre.[källa behövs]
Super 8 hade sin storhetstid på 1970- och 80-talen, men har på senare år åter blivit populärt. Detta har lett till nyproduktion av både kameror, råfilm och projektorer.

## Singel 8
Singel 8 introduceras av Fujifilm samma år som Super 8. Filmen hade samma utseende och kunde spelas på samma projektorer som Super 8 men det gick inte att använda en Super 8-kamera för Singel 8 och vice versa. Singel 8-filmen har en polyesterbas medan Super 8 och Dubbel 8 har acetatbas. Detta medför att Singel 8-filmen är mycket tunnare än de andra 8 mm-filmerna. Det ryms ungefär 180 meter Singel 8-film på ett hjul avsett för 120 meter Super 8-film. I och med att Singel 8-filmen är tunnare släpper den igenom mer ljus, vilket är ytterligare en fördel. Kassetterna för Singel 8-film är av en bättre konstruktion än de för Super 8, bland annat har man full möjlighet till återspolning av kassetten för specialeffekter med överlappande exponeringar. Singel 8 kamerorna har en tryckplatta, vilket ger stabilare bilder jämfört med Super 8.

## Dubbel Super 8
Dubbel Super 8 är en format som liknar Standard 8 genom att filmen kommer på små 16mm filmrullar men istället så har mindre perfereringshål, lika stora som på super 8 film och bildytan ökas även till samma stolek som på super 8 film. Formatet förkortas ofta som DS8 eller DS 8.

## Ljudfilm

### Super 8/Singel 8-ljudfilm
Vid introduktionen fanns det ej ljudfilm utan endast stumfilm. Efter ett par år lanserades nya filmer och kameror som även klarade av att spela in ljud. Super 8 med ljud blev dock aldrig särskilt populärt, utan det beräknas att endast 5 % av alla filmer har ett ljudspår. Sedan 1997 tillverkas endast stumfilm.

### Om filmen saknade ljudspår i original
Smalfilmen var svår att ljudsätta. Man kunde fräsa ett spår på motsatta sidan av perforeringen och gjuta in ett magnetspår, där man kunde lägga in ljud. Alternativt kunde man koppla in en bärbar bandspelare med pilotton, och ta ljudet från bandspelaren vid uppspelningen, vilket gav högre ljudkvalitet. Bandspelaren hade två kanaler, men den ena kanalen upptogs av själva pilottonen, så det inspelade ljudet var i mono. 
Vid uppspelning styrde den inspelade pilottonen hastigheten på filmprojektorn. 
Detta var ingen bra lösning för den enkla amatören.